# Azteca Uno
Der Azteca Uno (ehemals Azteca Trece) ist einer der wichtigsten Fernsehsender in Mexiko und Lateinamerika, Sendungen aus Mexiko-Stadt im gesamten mexikanischen Territorium, konkurriert mit dem Fernsehsender Las Estrellas der Grupo Televisa.
Azteca Uno ist die Heimat des größten Teils der Inlandsproduktion von TV Azteca, insbesondere Telenovelas, Unterhaltungsprogramme und Nachrichten, bietet an Wochentagen zwei Unterhaltungsprogramme. Die Morgensendung Venga la Alegría wird von 8:55 bis 12 Uhr ausgestrahlt und konkurriert mit ähnlichen Angeboten von Las Estrellas und Imagen Televisión. Eine Nachmittagsshow, Ventaneando, konzentriert sich mehr auf Unterhaltungsnachrichten und wird um 16 Uhr ausgestrahlt.

## Geschichte

### XHDF-TDT und Imevisión-Ära (1968–1993)
Am 1. September 1968 wird das XHDF-TDT-Signal erstellt und Kanalnummer 13 zugewiesen, Es war im Besitz von Francisco Aguirres Radio Organización Centro über den Konzessionär Corporación Mexicana de Radio y Televisión, S.A. de C.V. Der Sender hatte im Vergleich zu seinen Konkurrenten in Mexiko-Stadt, Telesistema Mexicano und Televisión Independiente de Mexico, weniger Ressourcen und stützte sich auf ausländische Filme und Serien. hauptsächlich von Eurovision geliefert, um seinen Sendetag abzuschließen.
1972 wurden XHDF und der Konzessionär Corporación Mexicana de Radio y Televisión aufgrund von Schulden gegenüber der staatlichen Sociedad Mexicana de Crédito Industrial (Deutsch: Mexikanische Industriekreditgesellschaft oder SOMEX) verstaatlicht, einer der ersten Aufträge für Canal 13 war ein Umzug. Am 14. Juli 1976 wurden die neuen Einrichtungen von Canal 13 in der Gegend von Ajusco in Mexiko-Stadt von Präsident Luis Echeverría Álvarez offiziell eingeweiht.
Während der Jahre von Imevisión strahlte Red Nacional 13 weiterhin kommerzielle Programme aus, obwohl es einige Programme mit kulturellem Schwerpunkt gab, wie Temas de Garibay, Entre Amigos mit Alejandro Aura und verschiedene Programme mit dem Journalisten Jorge Saldaña.

### Privatisierung von Imevisión und Übernahme durch Salinas Pliego (1993–)
1990, nach dem Zusammenbruch von Imevisión, behielten die Fernsehsender 7 und 13 die stärkste Marke von Red Nacional 13. Einige Zeit später wurde der erste von zwei Versuchen unternommen, Imevisión zu privatisieren und zum Verkauf anzubieten, obwohl er erfolglos blieb.

Das erste Logo von Azteca Uno im Jahr 1994 (damals Canal Trece)

1993 versteigerte die Regierung von Präsident Carlos Salinas de Gortari Imevisión und einige andere staatliche Medienunternehmen. Radio Televisión del Centro unter der Leitung des Eigentümers der Elektra-Geschäfte, Ricardo Salinas Pliego, kaufte alle Fernsehsender der nicht mehr existierenden Imevisión, und das Ergebnis wäre die Gründung von Televisión Azteca.